# Kathedrale Notre-Dame-de-la-Sède (Saint-Lizier)

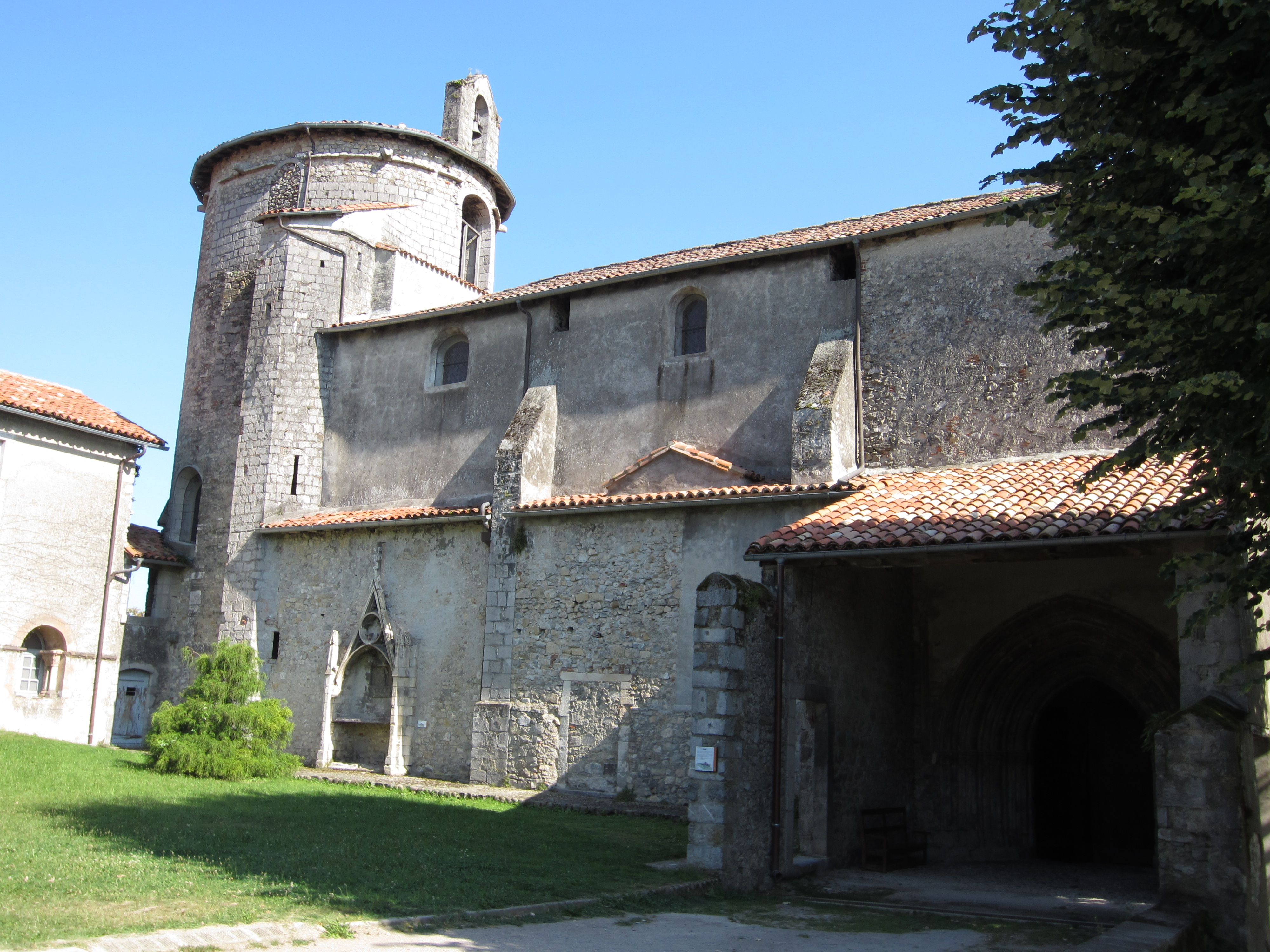
Ehemalige Kathedrale Notre-Dame-de-la-Sède (Saint-Lizier)

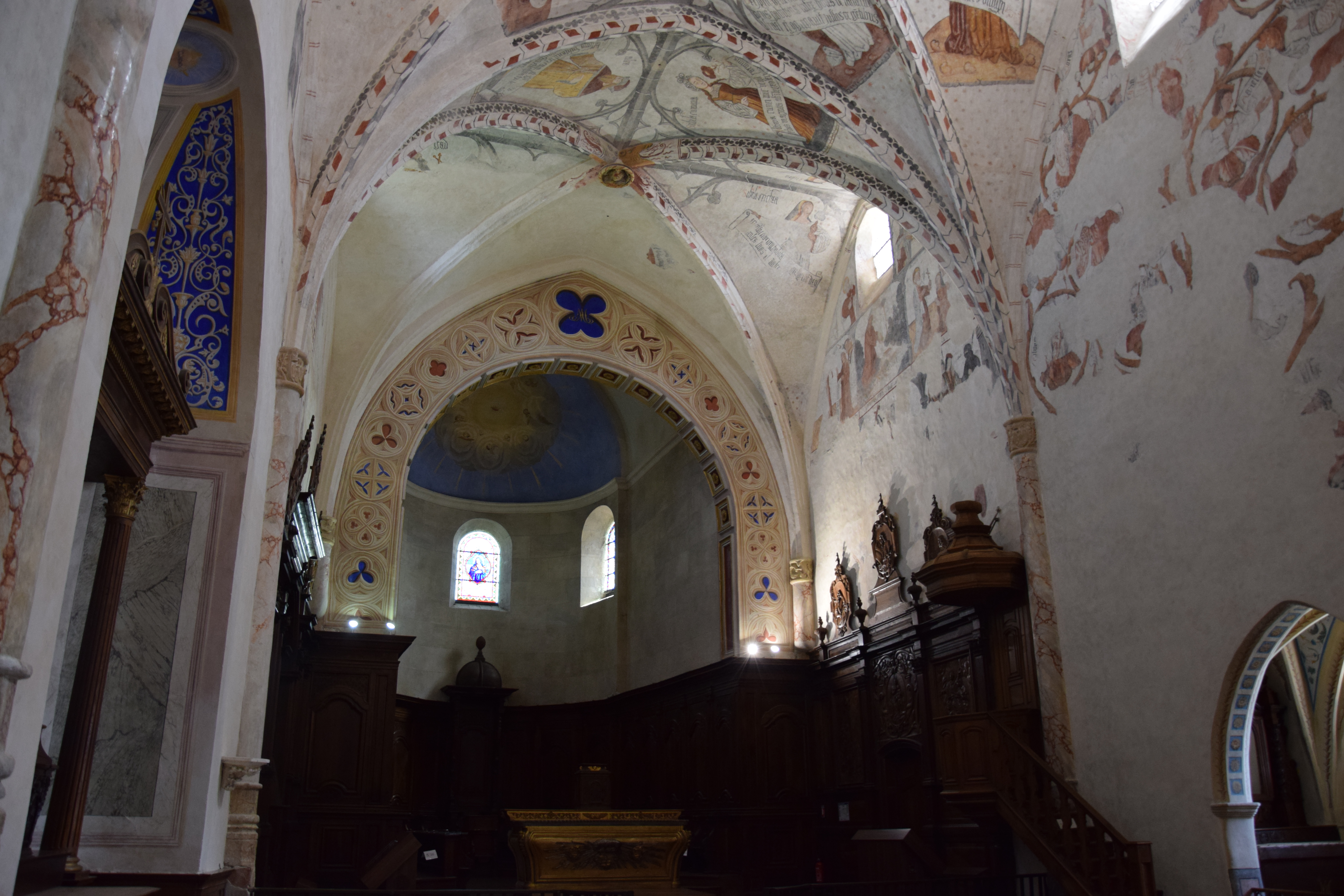
Langhaus und Apsis

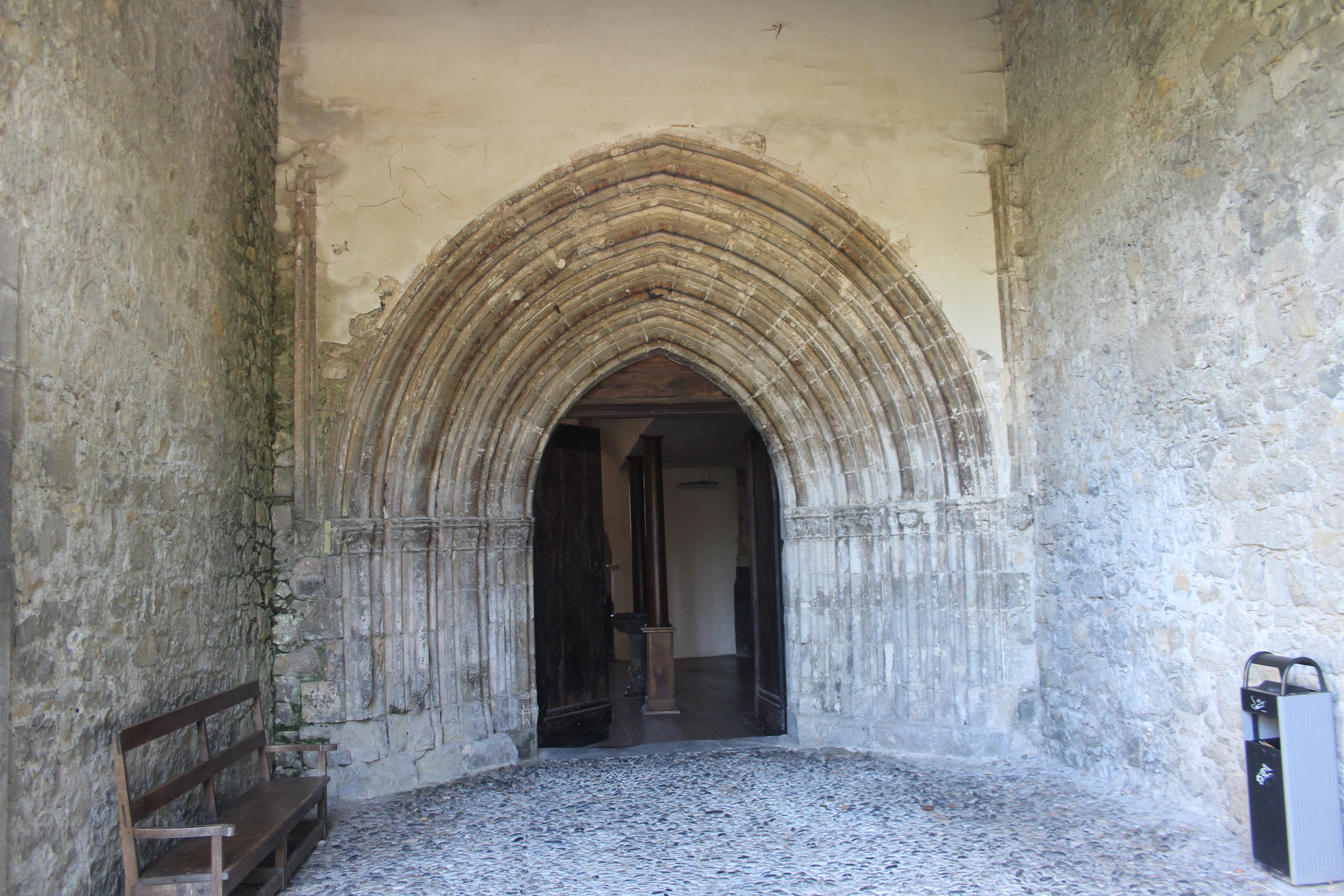
Gotisches Archivoltenportal

Die römisch-katholische Kathedrale Notre-Dame-de-la-Sède in der südfranzösischen Kleinstadt Saint-Lizier im Département Ariège ist der ehemalige Bischofssitz des Bistums Couserans und neben der Kathedrale Saint-Lizier eine der beiden Bischofskirchen der Stadt. Der Kirchenbau ist seit dem Jahr 1944 als Monument historique anerkannt. Im Jahr 1998 wurden die beiden Ex-Kathedralen, der Bischofspalast und die Überreste der Stadtmauer von der UNESCO als Welterbe-Stätten im Zusammenhang mit den Wegen der Jakobspilger in Frankreich eingestuft.

## Lage
Die ca. 435 m hoch gelegene und etwa 1500 Einwohner zählende Kleinstadt Saint-Lizier liegt auf einer Anhöhe über dem Flüsschen Salat etwa 100 km (Fahrtstrecke) südlich von Toulouse bzw. ca. 45 km westlich von Foix; der Wallfahrtsort Lourdes ist ca. 130 km in westlicher Richtung entfernt. Die Kathedrale Notre-Dame liegt am Südrand der Altstadt.

## Geschichte
Das Bistum Couserans existiert schon seit dem 4. Jahrhundert. Mit dem Bau der Kathedrale Notre-Dame wurde gegen Ende des 11. Jahrhunderts begonnen. Im 14. Jahrhundert wurde das romanische Tonnengewölbe des Langhauses erhöht und durch ein gotisches Kreuzrippengewölbe ersetzt, welches ca. 150 Jahre später mit Fresken versehen wurde. Auch das Portal wurde erneuert. Das Bistum Couserans wurde im Verlauf der Französischen Revolution aufgelöst und im Jahr 1822 größtenteils dem Bistum Pamiers zugeschlagen. Beide Kathedralen wurden zu Pfarrkirchen.

## Architektur
Der Kirchenbau hat einen runden Turm mit kleinem Glockengiebel über der Apsis; auf der Südseite befinden sich die Reste eines Kreuzgangs (cloître) sowie der imposante Bischofspalast (palais épiscopal) aus der Zeit um 1675, der heute als Museum dient. Das über ein figuren- und schmuckloses gotisches Archivoltenportal erreichbare einschiffige Langhaus führt zu einer erhöht liegenden Apsis, in welcher sich das Chorgestühl (stalles) befindet.

## Ausstattung
Sehenswert sind die erst zu Beginn des 21. Jahrhunderts restaurierten figürlichen und ornamentalen Malereien aus der Zeit um 1500. Das Chorgestühl stammt aus dem 17. Jahrhundert.
Die Orgel eines unbekannten Herstellers aus dem 17. Jahrhundert verfügt über elf Register auf zwei Manualen und Pedal.